# هاري لويس
هاري لويس، وسبق أن أشتهر باسم إدغار إكسافيير (بالبرتغالية: Harry Louis)  هو ممثل مثلي إباحي سابق، ورجل أعمال وعارض حاليًا، إضافةً مقدم أغاني برازيلي، ولد في 11 يناير 1987، بيلو هوريزونتي، ميناس جرايس بالبرازيل.

## حياته المهنية
بحلول السابعة عشر من عمره، انتقل هاري لويس إلى أوروبا، وبعد وقتٍ قصير من الانتقال بدأ مسيرته المهنية كممثل إباحي هناك، بفِلم جلدٌ عميق، الصادر سنة 2008 من قبل المنتج كريستين بيحورن. وبعد ست سنوات من كونه جزءً من الصناعة الإباحية، قرر لويس اعتزال هذه المهنة، ومباشرة العمل بمشاريع جديدة. حاليًا يقيم لويس في ريو دي جانيرو، البرازيل، ويقسم حياته إلى بين وظائفه كعارض، وكرجل أعمال للعلامة التجارية خاصته في الشوكولاتة «شوكلاتة إتش إل»، وكذلك في بعض الأحيان يعمل أيضًا كمقدم أغاني.

## حياته الشخصية

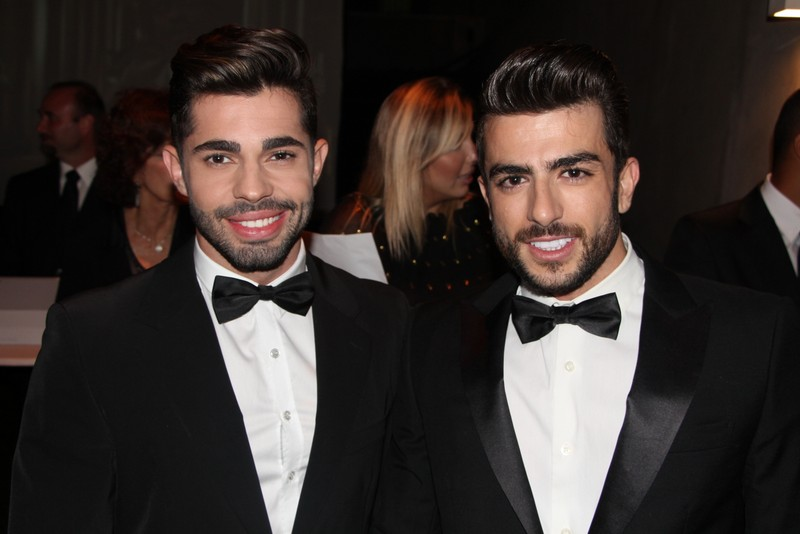
هاري لويس (اليمين) وزوجه أليسون كينال (يسار)

هاري لويس هو مثلي علني وكان معروفًا حتى خارج عالم الأفلام الإباحية يرجع تاريخها إلى علاقته الغرامية بمصمم الأزياء الشهير مارك جاكوبس، الذي كان خليله السابق لورينزو مارتون هو الآخر برازيلي أيضًا. هاري، الذي عاش بلندن، إنتقل إلى نيويورك ليكون قريبًا من حبيبه جاكوبس، وتوقف عن عمله في مجال الإباحية لأجله أيضًا. دامت العلاقة في ما بينهما لمدة سنتين إلى أن وصلت إلى آخر الطريق في أكتوبر 2013. رغم أن الرومانسية كانت شديدة الوضوح ما بينهما، قام هاري بإعلان الانفصال عبر صفحته على أحد مواقع التواصل الإجتماعي، فكتب «أود أن أتشارك معكم هذه الأخبار الجديدة، أنا ومارك قررنا أن ننهي علاقتنا كحبيبين، مارك شخص جميل ورائع ولكن انشغالات العمل والضغوطات تبعدهنا عن بعضنا البعض، وأتمنى لمارك ان يجد حبيبًا يستطيع ان يبقى بجانبه حيث يعيش. نحن نحب بعضنا كثيراً، والقرار جاء من الجهتين، كل دقيقة جميلة عشناها سوياً ستكون عبارة عن كنز، وفصل جديد من حياتنا نحن الاثنان قد بدأ الآن، نحن الاثنان نركز في العمل، لكل من كانوا دائماً يدعمونا لا تحزنوا، الحياة تستمرّ، ولكل من تمنوا لنا أن ننفصل ها نحن انفصلنا، هاري ومارك لم يعودا حبيبين بشكل رسمي»
سياسيًا فقد هاري لويس هو أيضًا مع عشرات الألاف من البرازيليين في الاحتجاجات المناوئة للحكومة البرازيلية يونيو 2013، والذي شارك فيها محتجًا إلى جوار المطالب العامة بتحسين البنية التحتية ووقف الفساد، فقد كان مدافعًا أيضًا على حقوق المثليين ببلده، مع طرح أحد النواب مقترحًا لعلاج المثليين.

## فيلموغرافيا
| سنة  | اسم الفلم                                | الاستديو       | ملاحظات    | ملاحظات |
| ---- | ---------------------------------------- | -------------- | ---------- | ------- |
| 2008 | جلد عميق                                 | كريستين بيحورن | مثلي موجب  | [ 11 ]  |
| 2009 | طرف ثالث                                 | يو كي نيكد مان |            | [ 11 ]  |
| 2009 | أكنت مستخدمًا؟                            | يو كي نيكد مان |            | [ 11 ]  |
| 2009 | إرتدى: هبوط وقذارة                       | يو كي نيكد مان |            | [ 11 ]  |
| 2009 | فاك!                                     | لوكاس للترفيه  |            | [ 11 ]  |
| 2009 | تفجر الخزانة                             | يو كي نيكد مان |            | [ 11 ]  |
| 2010 | الجماع في أوروبا                         | كولين أونيل    | مثلي موجب  | [ 11 ]  |
| 2010 | ضخم لندن                                 | يو كي نيكد مان |            | [ 11 ]  |
| 2010 | إختبارات مايكل لوكاس 37: كرات على الحائط | لوكاس للترفيه  | مثلي موجب  | [ 11 ]  |
| 2010 | شغف                                      | لوكاس للترفيه  | مثلي موجب  | [ 11 ]  |
| 2010 | سكران                                    | لوكاس للترفيه  |            | [ 11 ]  |
| 2010 | ستة أقدام لحم                            | هونغ لادز      |            | [ 11 ]  |
| 2010 | محاصرين في اللعبة                        | لوكاس للترفيه  | مثلي مبادل | [ 11 ]  |
| 2011 | بعد ساعات                                | لوكاس للترفيه  |            | [ 11 ]  |
| 2011 | إلتهام المني                             | لوكاس للترفيه  |            | [ 11 ]  |
| 2011 | ضخم لندن 2                               | يو كي نيكد مان | مثلي موجب  | [ 11 ]  |
| 2011 | فتى الإيجار ملك لحم الرف                 | يو كي نيكد مان | مثلي سالب  | [ 11 ]  |
| 2011 | قصص حقيقة لإغواء الفتيان المستقيميين     | ذكور أوروبا    |            | [ 11 ]  |
| 2012 | في العمل                                 | يو كي نيكد مان | مثلي موجب  | [ 11 ]  |
| 2013 | مغرور لندن                               | يو كي نيكد مان | مثلي موجب  | [ 11 ]  |
| 2013 | ضخم لندن 3                               | يو كي نيكد مان |            | [ 11 ]  |
| 2014 | معانقة الفحول                            | لوكاس للترفيه  |            | [ 11 ]  |